# Anthonij Engelbert Hannema
Anthonij Engelbert Hannema (Harlingen, 8 juli 1887 – Leeuwarden, 11 februari 1972) was een Nederlands politicus van de Liberale Staatspartij. 

## Loopbaan
Nadat Hannema in zijn geboorteplaats de hbs had gedaan ging hij naar Amsterdam om te studeren aan de Openbare Handelsschool. Vervolgens was hij twee jaar in het buitenland werkzaam bij handelskantoren. Terug in Harlingen ging hij werken bij de firma Sjoerd Hannema die handelde in zuidvruchten maar ook een zoutziederij exploiteerde. Hannema trad toe tot dat bedrijf maar was ook gemeenteraadslid, wethouder en lid van de Provinciale Staten voor hij in 1938 benoemd werd tot burgemeester van Harlingen. In 1943 werd hij ontslagen maar na de bevrijding in 1945 keerde hij terug in zijn oude functie. Hannema ging in 1952 met pensioen en overleed begin 1972 op 84-jarige leeftijd.
Hannema was tevens dijkgraaf van het Waterschap Vijf Deelen Buitendijks, voogd van het Dr. H. Popta Gasthuis te Marssum en directeur van het collegie Zeemanszorg te Harlingen.

## Familie
Hij werd geboren als telg uit het geslacht Hannema in het Hannemahuis en als zoon van Jacobus Hannema (1856-1920; handelaar) en Adelaïde Louise André de la Porte (1859-1938). Hij trouwde in 1913 met Anna Adriana Sophia Buma (1893-1984), telg uit het ook Friese geslacht Buma; zij kregen drie dochters van wie er een ook weer met een Buma trouwde.